# Реле тока

Схема однофазного реле приоритета («бойлерное реле»).
А1, А2 — контакты для приоритетной нагрузки.
11, 12 — второстепенная нагрузка, отключаемая при превышении мощности, например, бойлер.

Реле тока реагируют на величину тока и могут быть:
- первичные, встроенные в привод выключателя (РТМ);
- вторичные, включенные через трансформаторы тока: электромагнитные — (РТ-40), индукционные — (РТ-80), тепловые — (ТРА), дифференциальные — (РНТ, ДЗТ), на интегральных микросхемах — (РСТ), фильтр — реле тока обратной последовательности — (РТФ).

## Назначение
Реле предназначены для отключения защищаемых цепей при превышении допустимой величины потребляемого тока. Возможно использование реле для защиты цепей и источников питания от перегрузки по току и короткого замыкания.

## Применение
Применяют в случаях, когда одновременная работа всех потребителей приводит к перегрузке питающей сети (ввод электропитания рассчитан на меньшую мощность, чем мощность потребителей, введение лимитов потребления электроэнергии и т. п.). Потребители разбиваются на две группы: приоритетные, отключение которых от сети питания крайне нежелательно (компьютеры, теле- и видеоаппаратура, системы обработки данных и т. п.) и не приоритетные (электронагреватели, различного рода вспомогательное оборудование, электроплиты, электрочайник и т. п.). Ток срабатывания реле (реле приоритета, реле контроля мощности) устанавливают таким образом, чтобы не допустить перегрузки питающей сети (отключения вводного автомата).
В устройствах релейной защиты наиболее широко распространены токовые реле, реагирующие на недопустимое увеличение тока в защищаемой цепи, и реле минимального напряжения, реагирующие на снижение ниже определённого значения или полное исчезновение напряжения. Токовые реле включаются последовательно, а реле напряжения — параллельно защищаемой цепи. Катушки токовых реле выполняются с малым количеством витков из провода большого сечения и поэтому имеют небольшое сопротивление, а катушки реле напряжения — с большим количеством витков из провода меньшего сечения, чем катушки токовых реле, и поэтому обладают большим сопротивлением.
Реле максимального тока срабатывает, когда проходящий через его катушку ток достигает установленного тока срабатывания. Как и любое электромагнитное реле, токовое реле обладает гистерезисом. При уменьшении тока до величины тока возврата, подвижная система реле возвращается в исходное положение. Гистерезис токового реле принято выражать через отношение тока возврата к току срабатывания (коэффициент возврата), который у большинства современных реле находится в пределах 0,8—0,9.